# Ophthalmolampis truculenta
Ophthalmolampis truculenta är en insektsart som beskrevs av Marius Descamps 1978. Ophthalmolampis truculenta ingår i släktet Ophthalmolampis och familjen Romaleidae. Inga underarter finns listade i Catalogue of Life.